# ジバクくん
『ジバクくん』は、柴田亜美の漫画作品、およびそれを原作とするテレビアニメ。『ファミ通ブロス』（エンターブレイン）にて1998年5月号から2000年12月号まで連載。単行本は全6巻。

## あらすじ
物語の舞台は、時計回りに12の世界に分かれた「ツェルブワールド」。それぞれの世界には、人々を襲う「トラブルモンスター」に対処するため、聖霊を操って戦う選ばれた子供、通称・グレートチャイルド (GC) が各世界に1人ずつ存在する。
1の世界「ファスタ」に住む主人公・爆は、トラブルモンスターに襲われたところを当時のGC・炎に助けてもらったのを機に、GCの称号とそれに伴う聖霊や道具を譲渡されることになる。そして「世界制覇」という壮大な夢を掲げる爆に、炎は「全世界イチのGCになれ」と言って去って行った。
その後、炎の後継者たる爆に挑戦に来た2の世界のGC・ピンクや3の世界のGC・カイと会ううち、爆は正式なGCの資格と、常人を超える力の証「ライセンス」を12の世界の中心「針の塔」で手に入れられることを知る。2人を仲間としながら、爆は12の世界を回り針の塔へと向かうことを決意する。

## 登場人物

### グレートチャイルド (GC)
爆（ばく）
本作の主人公。1の世界ファスタのGC。ライセンスは無敵（本人談）。
1年前までは学生だったが、炎に目をかけられ、ファスタのGCに任命される。以降、GCになる前からの野望である世界制覇と炎との約束の世界一のGC、2つの夢を叶えるためにGC活動に勤しむ。炎から直接受け継いでいるので針の塔には行っておらず、ライセンスを持っていない。だが、高等な技を短期間で、時には初見で瞬時に相手の技を習得できる。さらには技と技を合体させ、新しい技をあみ出したりもする。
己の野望にのみ忠実に見えるが、そのために他人を見捨てるようなことはしない。共に行動するピンクやカイを「連れ」や「下僕」呼ばわりしておりぞんざいに扱うが、本心はかけがえのない仲間、友達と認めている。
本人は知らぬことだが、異星の真と天の子供であり、炎は叔父にあたる。
最終回エピローグの7年後においては、世界一の冒険家になるための旅をしている。
アニメ版では、現在進行形でGCになり、ドライブモンスターのチッキーとの出会いも描かれた。両親が異なる為、炎とは親族ではない。最終回において、炎と出会った時点で、夢というライセンスを貰っていたことを仲間たちに語った。
技：シンハ、バクシンハ、極目、サイコバズーカ / 術：浄華、聖華
ピンク
2の世界セカンのGC。ライセンスは超能力。
お転婆で、やたら長い独特のネーミングセンスを持つ。物心付く前に両親を亡くした後、祖母のシルバに育てられた。幼い頃は不治の病にかかっていたが、炎に治してもらい、炎との再会のためにGCになった。炎の後継者の爆に挑戦して以降は彼と行動を共にするようになる。
当初は炎との再会のために旅をしていたが、シルバの病気や自分たち家族の悲劇を知ってからは、シルバを助け、自身の運命を変えるためにも旅をするようになり、炎が黒幕だったことを知っても絶望せずに戦い抜いた。
最終回エピローグの7年後においては、爆に仲間たちの近況をメールで知らせた。
アニメ版では、第1話から登場し、炎の後継者の爆に会いに、ファスタに赴くが、爆には会えず、次の第2話で原作同様に出会う展開になった。
技：プリティピンクミラクルボンバー
カイ
3の世界サーのGC。ライセンスは武術。
幼少時に自分の村をトラブルモンスターに襲われ、両親を殺されてしまうが、自身は炎に助けられた。以後、炎への憧れと、強くなって両親の悲劇を繰り返したくない一心からフネンの仙人の下で修行を重ねる。ピンク同様に炎の後継者となった爆に勝負を挑み、彼のことを認め、共に行動する。真面目な性格だが、抜けているところも。
最終回エピローグの7年後においては、激の許で修行を続けている姿が描かれた。
アニメ版では、乱丸の弟弟子であるが、セーブンに着くまで、乱丸が兄弟子とは知らずにいた。また、女のアリババを気にいっており、アリババが本当は男であったことや、アリババの呪いが完全に解けてしまった際には項垂れていた。
技：炎龍爆
ダルタニアン
4の世界フォスのGC。ライセンスは剣術。
代々GCが家督制で、爆と出会ったときは見習いだった。両親は共に故人。当初は気弱な性格をしていたが、亡き父親との対決で一皮むけ逞しくなった。
最終回エピローグの7年後においては、当主。として活動している。
アニメ版では母は生存しており、母からはダルティーと呼ばれている。また、ドライブモンスターを持っていない為、遠くまでは時間がかかることも描かれた。
アリババ
5の世界ゴイのGC。ライセンスは盗み。
男勝りの女で一人称は「オレ」だが、その正体はモンスターの呪いで女性に変えられていた男性で、一人称は「私」のナヨナヨしたオカマ。トラブルキッズにされた爆を追って、エイトンで再会。テンパでの戦いの後、各国でトラブルモンスターが大量発生したことからゴイに戻る。
最終回エピローグの7年後においては、ルーシーやジャンヌと一緒にいる姿が描かれた。
アニメ版では、呪いが中途半端に残ってしまったために時折女性になっていたが、最終決戦の最中、完全に呪いが解けた。
ライブ
6の世界ロックのGC。ライセンスは音楽。
賑やかなロックのGCらしく、ポジティブな性格。針の塔の呪いにより、夜はナイナイのGCデッドに変わる。GC試験を受けに行く途中、ロックを訪れたカイと出会うが、カイが半年後に針の塔に辿り着いたのに対し、ライブは僅か9日で針の塔に辿り着いた為、カイは「6の世界からのGCは別格」と認識することになった。トラブルキッズの濡れ衣を着せられた爆一行と最初に戦い、途中からはデッドになるが、爆のバクシンハの前に敗北。その戦いで自分たち民の弱さも知ったことで、爆一行を見逃すことにした。
最終回エピローグの7年後においては、プロのミュージシャンとして活動。
アニメ版では、デッドの双子の弟で、兄に複雑な思いを抱いている。原作最終回に先駆けて、人気ミュージシャンとして活動しており、ピンクも彼の大ファン。
技：バーン / ジュバク
乱丸（らんまる）
7の世界セーブンのGC。ライセンスは忍術。
城の城主でもあり、トラブルキッズ相手にも情を見せる優しい心の持ち主。カエルのジライヤとは幼い頃からの付き合い。
最終回エピローグの7年後においては、当主として活動している姿が描かれた。
アニメ版では、フネンの仙人の弟子でカイの兄弟子（ただし、カイとは、セーブンで初めて会った）として登場。ガマ頭巾に妹のお茶々を人質に取られたことから手出しが出きず、忍びの掟に逃げる形で、トラブルキッズの爆一行を倒すことに心血を注いでいたが、爆にお茶々を助けてもらったことから、爆一行を信じることにした。
ルーシー
8の世界エイトンのGC。ライセンスはギャンブル。
関西弁で喋る女海賊で、ギャンブルにおいては、カードゲームを得意としている。爆に敗れながらも彼に惚れる。
最終回エピローグの7年後においては、アリババ、ジャンヌと共に姿が描かれた。
アニメ版では、亡き父親の跡を継いで、海賊になることを夢見ている。武器はヌンチャク。
デッド
9の世界ナイナイのGC。ライセンスは呪縛。
ライブのもう一つの姿であり、ポジティブなライブとは逆にネガティブな性格。爆一行を見逃したことからハヤテに制裁され、そのリベンジのためにも爆一行と同行しテンパで戦った。最終決戦で呪いが解けた後は、ライブの意思で変身できるようになった。
最終回エピローグの7年後においては、デッドの姿でもプロのミュージシャンとして活動。
アニメ版では、ライブの双子の兄で、音楽はクラシックを好む。音楽に対する考えの違いや弟がロックのGCになったことから、ロックを去り、ナイナイで暮らし始め、ナイナイのGCになる。ロックとナイナイの呪いを解くために、針の塔（雹）の命令でアンブレランを操って、爆一行を襲うが、ロックにも被害を出してしまい、ライブの怒りも買う。だが、爆一行を倒しても、爆に好意を抱く雹には逆に残念がられてしまい、自分たちが針の塔に利用されているにすぎないことを知る。その後は、ライブを説得し、生きていた爆一行とも和解した。もう一つの故郷であるナイナイに帰るが、爆一行とは行動を共にしなかった。
ハヤテ
10の世界テンパのGC。ライセンスは風水。
零の木の影響により、鳥の翼と高い身体能力と短命を併せ持つ変異種・鳥人の最後の1人。「ジャングルの王者」の異名を持ち、荒っぽい性格だが、内心では鳥人ということから村人たちに忌み嫌われている寂しさと、最後の1人という哀しみを抱いている。テンパの元凶である0の木の根を退治すべく、爆と呉越同舟を行い、爆のおかげで0の木の根は浄化された。事件解決後、村人たちや爆と和解。最終決戦では、悪素が浄化されたことで短命から解放された。
最終回エピローグの7年後においては、同族の雹の手で彼の亡き弟の瑠璃の格好をさせられたり、チャラの世話係にされるなどして困っている姿が描かれた。
アニメ版では、鳥人の悲哀が描かれなかったことから、原作のように荒れてはおらず、傷ついたものを労わる心優しき性格となっている。
ジャンヌ
11の世界イレブスのGC。ライセンスは兵器。
軍人でもあり、激の63代目監視役でもある。激が爆一行を連れて、不燃物の島に向かったことを知った雹の命令により、トラブルキッズの爆一行もろとも、激を葬り去ろうとする。閑に助けられた直後の爆との戦いで撤退を余儀なくされるが、顔とプライドを傷つけられたことから、イレブスで再戦。その最中、零の木の根でメカ聖霊が暴走してしまい、それを止めるべく、自らを爆弾に変えて、爆に撃ってくれるように頼むが、それを良しとしなかった爆がメカ聖霊を倒したことで命拾いする。これにより、爆のことを認め、顔の傷も治してもらった。
最終回エピローグの7年後においては、アリババやルーシーと共に姿が描かれた。
アニメでは、かつては心優しい少女であったが、トラウマにより冷徹な軍人となった経緯を持つ。
技：サイコバズーカ
現郎（うつろう）
12の世界ツェルーのGC兼GS。ライセンスは不明。
炎姉弟と同じ星の出身であり、ツェルー唯一のGCにして、最初のGS。寝るのが好きなことやすっとぼけた態度とは裏腹に圧倒的スピードの持ち主であり、ライセンスや技がなくても十分強く、激と雹の太刀をも片手で止める程の実力者。激や真とは、かつて親友同士だった。
爆との戦いでは彼を威圧感だけで恐怖させて優位に立つが、その最中に現れた激と交戦することになる。激に針の塔に戻るように説得するが、その時の会話で炎がGSを生み出したことを知った爆が怒りで恐怖を克服、差が縮まってしまう。激の願いで彼との対決を再開し、勝利しながらも自身の心が折れたために敗北を認める。最終決戦では、炎を止めるべく、爆たちに加勢。改心した炎と共に宇宙に旅立ち、爆が天の息子であることを明かすが、炎は既に気づいていた。
最終回エピローグの7年後においては、炎と共に、再びツェルブワールドに降り立ち、自身は激に会いに行った。
アニメでは未登場であり、ツェルーのGCは爆の父親や雹という設定になっている。

### グレートソルジャー (GS)
炎（えん）
最強と言われていたファスタのGC。爆を後継者にした後、針の塔に向かう。ファスタだけではなく、セカンやサーでも人を助けたりし、人々の憧れの存在でもある。ライセンスは∞。二刀流やテンジュも使う。
その正体は異星人の国家の王子で爆の叔父。故郷の星を失った悲しみから、誰よりも強くなる決意をしたが、宇宙の支配という歪んだ形となり、ツェルブワールド到着後、0の樹によるトラブルモンスターとそれを退治するためのGCのシステムを作り出し、歴代GCのデータを集めた零式兵と呼ばれるロボット兵隊を作り上げていった。真の実子である爆を自らの片腕にしようとするが失敗し、敗北。真の遺志を知ったことで改心した。宇宙に旅立った後、新たな故郷を作る。
アニメ版では黒幕ではなく、斬を倒すため独り戦っていた。斬との戦いを終えた後は姉の天と共に宇宙に向かう。
技：∞ドウハ、超技 秒斬り
シルバ
元セカンのGC。ピンクの祖母で唯一の肉親。ライセンスは超能力でピンクも彼女譲り。それ以上に格闘センスも高い。GCウォッチがあれば、全盛期の14歳の姿に戻れる。
両親の顔を知らずに育ち、厄介者で乱暴者だったという父親譲りの力でGCとなり、自分を腫れ物扱いしていた者たちに力を見せつけていたが、ブラウンと出会い、彼を愛するようになってからは、自分以外の人間も信じるようになっていく。GSとしての資質はあったが、ブラウンと共に生きる決意をして辞退する。だが、雹の手で針の塔の呪いをかけられてしまい、それにより、妊娠後、ブラウンが呪いで病死。娘のグリンもブラウンと同じ結末を迎える（劇中では、説明はないが、グリンの夫＝ピンクの父親も亡くなった様子）。グリンの遺児のピンクに至っては、幼い頃に呪いで病気になってしまうが、炎に頼み、テンジュで呪いを自身に移したことで、ピンクを救った。
旅に出たピンクを未熟者と称し、トラブルコールに託けて、連れ戻すが、爆の提案で再テストを行う。最終テストでは、全盛期の姿となり、圧勝するが、雹の襲来から自分たちを守るべく、限界以上の力でテレポートを使ったピンクの可能性を認め、旅を続けることを許した。
原作の最終章では、天の力で呪いは解け、針の塔での決戦では、全盛期の姿で駆けつけた。アニメ版の最終章では、病の身を押して、斬の分身の侵攻からセカンを守っている姿が描かれ、斬が一度は倒された影響で、呪いも解けた後、ピンクたちに合流した。
技：シンハ
雹（ひょう）
元テンパのGC。ライセンスは不明だが、戦闘スタイルは日本刀による二刀流。
666年前に弟の瑠璃を村人たちが血清のために殺害したことから、トラブルキッズ覚悟で復讐を決行。復讐を終えた直後、自らの翼を切り落とし、針の塔に処刑されるのを待っていたが、チャラからGSの誘いを受け、短命種ゆえに永遠の命を求めたことと弟がいない世界への復讐として、誘いを承諾して、GSとなった。現在は針の塔の事実上の指揮官にもなっており、GSの資質が反応すると自らツェルブワールドに赴く。
過去の事件の影響からか、冷酷な性格かつ「強い男の子」が大好きなホモ。セカンで爆と戦い、GCながら自分に傷をつけた爆に惚れて以降は、大量の鼻血と涙を出すため、部屋にドリンクを常備するようにもなる。針の塔での爆との戦いで、己の過ちを知って改心。以降は爆に協力し、翼も復活させ、シルバにも謝罪した。最終決戦後はハヤテとチャラと共に生活するが、ハヤテからは疎まれている。
アニメ版では、元ツェルーのGC。原作での過去の悲劇がない為、ツェルブワールドを自分の遊び場（ジバク王談）にしている。斬に洗脳された際には翼を出現させ、夢の最果てで爆に襲いかかるが、閑に助けられた爆の前に敗北・戦死。炎姉弟が旅立った後、ジバク王の手で蘇生された。
激（げき）
元サーのGS。ライセンスは不明だが、棒術も用いた格闘戦を得意とする。
800年前にGSになったが、それから300年後、弟子のヒロトがナレノハテになっていたことを知り、現郎にヒロトを元に戻してくれるように土下座してでも懇願するが却下されてしまい、針の塔のやり方と己への怒りから針の塔に反逆するも失敗。本来なら死刑になるところだったが、その能力を惜しまれ、50年に一度だけ元の姿に戻れる呪いにかけられ、針の塔への忠誠を試される身となった。フネンの仙人の正体であり、爆の資質を見抜いて、極目に続いて、浄華を教えた。最終決戦後は呪いが解け、本来の姿でカイを指導するようになる。
アニメ版では、現郎やヒロトが未登場だったことから、呪いをかけられたのは「シルバ同様にGSを拒否したため」となっており、爆たちとの出会いもセーブンからイレブスに変更された。斬が一度は倒された影響で自身の呪いも解けたものの中途半端に解けたことから最初はヒゲが残っていた。各国のGCやシルバと共に針の塔の跡地に赴き、カイたちと合流した。

### 聖霊
ジバクくん
ファスタの聖霊。他の精霊が髪が生えていたり、服を着ている者が多いが、ジバクくんはシンプルな姿をしている。原作では、炎に操られた他の精霊たちの攻撃から爆を守って死亡するが、その行動に心動かされた他の精霊たちが一体化したことで復活。以降は、世界でただ一人の聖霊となる。
バーンビ
セカンの聖霊。ジバクくんにリボンが付いたデザインをしており、一応は女性。
バクザン
サーの聖霊。ジバクくんに三つ編みが付いたデザインをしている。
バクレツ伯爵
フォスの聖霊。ジバクくんに髭が生えたデザインをしており、爵位を与えられている。
ヒバナ
ゴイの聖霊。ジバクくんにポニーテールで口紅が付いているオカマ。爆発の威力は低いが、広範囲に爆発が広がる。アリババと同じく、カメモンドの呪いで女性と化していた。
バズ
ロックの聖霊。ジバクくんにモヒカンヘアーが生えたデザインをしている。
烈火
セーブンの聖霊。ジバクくんに眼帯とチョンマゲを備えたデザインをしている。
バクチくん
エイトンの聖霊。ジバクくんに鉢巻きを巻いたデザインをしている。
ジュバク
ナイナイの聖霊。ジバクくんが幽霊のような恰好をしたデザインをしている。原作では、バズと同一人物。
サンダー
テンパの聖霊。ジバクくんに翼が生えたデザインをしている。
ダン大佐
イレブスの聖霊。ジバクくんが帽子を被り、左目には傷があるデザインをしている。
ジバク王
ツェルーの聖霊。ジバクくんに王冠と老人の髭を加えたデザインをしている。アニメ版では、精霊の中で唯一喋ることができ、爆一行に事情を説明した後、爆を新たなパートナーにしようとするが、却下された。

### ドライブモンスター
チッキー
爆のドライブモンスター。黄色いペンギンのような姿をしているが、普通のペンギンとは違い、空を飛べる。定員は3名。原作最終回の本誌掲載時にはヒゲを生やしていた。
原作では爆が初登場した時には既に彼のドライブモンスターになっていたが、アニメ版では第4話で幼態時に爆と出会い、彼のドライブモンスターになった。
にゃふ～ん
ピンクのドライブモンスター。白い猫のような姿をしている。ピンクが爆の実力を測った際には、クレイジーキャットのふりをさせられたが、爆に一蹴りで敗北。名前はアニメ版で判明。
マンタ
カイのドライブモンスター。紫のエイのような姿をしており、飛行能力を持つ。爆一行のドライブモンスターではチッキー同様に空中移動担当だが、純粋な飛行能力では、鳥型のチッキーには敵わないらしく、爆一行においては、カイは爆やピンクと共にチッキーで移動することが多かった。名前はアニメ版で判明。
キャメリッチ
アリババのドライブモンスター。ラクダのような姿をしている。爆たちも別個体のキャメリッチに乗りこんだ。
ジライヤ
乱丸のドライブモンスター。カエルのような姿をしている。乱丸とは彼が幼いころからの付き合いで兄弟のように仲が良い。趣味は歌うことだが、心許したものの前でしか歌わない。その為、乱丸は、爆一行を捕らえながらも、ジライヤの態度を見て、彼らの罪が許されることをより願った。チャラの手でトラブルモンスターに変えられてしまうが、激の浄化で元に戻る。アニメ版では未登場。
ディック
ルーシーのドライブモンスター。桃色のクジラのような姿をしている。アニメ版のみ登場。
ドーベルグ
ジャンヌのドライブモンスター。茶色の犬のような姿をしている。名前はアニメ版で判明し、斬の手でトラブルモンスターに変えられてしまうが、激の浄化で元に戻る。

### その他の登場人物
フネンの仙人
サーに住むカイの師匠。ゴミ箱に収まった長いヒゲのモグラのような奇妙な姿だが実力は確か。スネると三日月型に伸びる。その正体は呪いをかけられた激。原作では、爆が術を覚えた後、力の差が広がってしまったピンクとカイを連れてサーに戻り、2人を鍛えた。
アニメ版では、乱丸やアニメオリジナルキャラクターのリンの師匠にもなっている。原作同様にセーブンでのトラブルモンスター事件を解決するが、原作では、劇中において、激としての姿を初めて見せて、ジライヤを浄化したのに対し、アニメ版では、対戦相手がガマ頭巾に変更され、0の月ではなかったことから、フネンの仙人の姿のままで戦闘を行った。巨大ガマ頭巾に対し、自らも巨大化し、極目で勝利。
チャラ
0の木の番人にしてGCの受付人。球形状の姿と人間の姿を持ち、受付人として活動する歳は人間態となる。雹からよくなじられており、雹の命令でツェルブワールドに行き来して爆の強さを試している。純血種のモンスターを自称していたが、実際は1000年以上前に直接0の実を埋め込まれた人間。
爆と雹との戦いの末、変異種である自身の血を用いた雹の捨て身の戦法に敗北。致命傷を負った後、自身の手で0の木を消し去るために体中の血を用いて死亡。雹のことは嫌っていたものの雹のおかげで孤独ではなくなったことには感謝しており、雹も彼に侘びの言葉をかけていた。
エピローグにおいては、花に転生しており、ハヤテの家で雹と共に育てられている。
アニメ版では人間態のみの登場で正体は言及されず、消息も不明となった。また、キャストクレジットでは、門番と表記された。
閑（しずま）
不燃物島の囚人たちのリーダー。かつてはファスタのGCだった。ライセンスは不明。
GS試験に失敗しながらも、彼とタツヤ、ベンジー、テルは人間の姿のまま現存できた。爆のおかげで自身も熱意を取り戻し、爆を脱出させるために我が身を犠牲にした後、爆に浄化される。その後、天の力で一時的に復活。ファスタを守っている最中のピンクに針の塔に向かうように告げた。
アニメ版では、夢の最果ての只一人の人間。雹と戦う爆を助ける為、夢の鍵を届けるが、自身は雹の攻撃を受けて負傷。爆とジバクくんに看取られながら消滅する。
タツヤ、ベンジー、テル
不燃物島の囚人たち。タツヤのライセンスは空手、ベンジーのライセンスは気功術、テルのライセンスは解剖。
術を覚えるために不燃物島に赴いた爆に対し、最初は爆に姿を変えて現れ、本来の姿になった後は、それぞれのライセンスで攻撃を仕掛けるが、爆には通用せずに敗れ、閑に叱られて反省する。閑や他のナレノハテと同じく、爆の手で浄化された後、天の力で一時的に復活し、現役GCたちを針の塔に向かわせ、彼らの代わりに守りについた。その際、タツヤはセーブン、ベンジーはゴイ、テルはナイナイに赴いたが、彼らの出身国であるかは不明。
アニメ版では、閑の回想内のみの登場。
ヒロト
激の最初の弟子で、カイの兄弟子。ライセンスは格闘系だが、どのような格闘なのかは不明。
激の指導で上達し、別れ際に剣状の鎖を貰った。それから5年後、GC試験に合格。激はヒロトに会いに行こうとするが、現郎から「GSとGCでは生きている時間が違うから、悲しい思いをするだけ」と止められたために会うのを断念する。しばらくして、ヒロトはGS試験に失敗し、ナレノハテになってしまった。現朗は当初は彼が失敗したことを激に黙っていたが、雹が「ナレノハテと戦ったときに手に入れた鎖」を手にしていたことから、激は真実を知ることになった。
他のナレノハテと共に爆によって浄化されたが、天の力で一時的に復活し、カイの前に「フネンの仙人からの使い」と名乗って現れ、カイを浄化の術で治療し、カイを針の塔に向かわせ、自身はサーの守りに付いた。
アニメ版では未登場。
天（あまの）
通称：眠り姫。針の塔でずっと眠っている女性。その正体は、炎の姉であり、異星の王女。
惑星征服という野心を抱いた炎を止めるために自身もろとも封印したが、炎の復活を許してしまう。炎が改心した後、崩壊するツェルブワールドを救うために針の塔に代わり、自身が大樹になった。
真との間に子供（爆）を授かっていたが、炎が危害を加えないかを考慮し、トラブルモンスターの一番少ないファスタへと産み落とした。
アニメ版では、爆の母親設定はなく、本名も明かされなかった。
真（しん）
ツェルブワールドとは違う他星での最強の戦士。大剣を振るい幾多もの敵を倒して炎たちの救出をした。ツェルブワールドまで追ってきた侵略者すべてを自らの命と引き換えに吹き飛ばした。当初、炎は自分を裏切ったと思い込んでいたが、自分と姉と守る為、その身を犠牲にしたことを現朗から聞かされる。
形見の剣は、天が炎を封印するためにも用いられ、後に息子の爆に受け継がれた。
アニメ版では未登場。
斬（ざん）
アニメオリジナルキャラクター。元は天の手で作られた人形で、命も与えられたが、邪悪な意思を持つようになり、全ての生命を玩具とした混沌を始める。炎姉弟の母星を滅ぼした後、炎姉弟と同じく、ツェルブワールドに現れると、原作での0の実に該当する目覚めの毒を使って、ツェルブワールドに混乱をもたらしていた。人間の姿は仮のものにすぎず、本体は天の中にいる。
シルバの呪いを解くためにも旅を再開し、サーに立ち寄った爆一行の前に現れ、挨拶代わりのように、トラブルモンスターを嗾ける。以降もロックとナイナイ、テンパ、イレブスで爆一行を苦しめ、爆一行が針の塔に辿り着いた際には、世界中で自身の分身たちを暴れさせ、ピンクとカイに対しては、少女シルバと激の偽物も嗾けた。爆に倒されるも、ツェルブワールドに目覚めの毒が残っていたことから、炎と天の旅立ちと入れ替わりに、怪物のような姿になって復活する。全GCの攻撃を受けても無傷だったが、全聖霊の力を集めた爆の聖なる浄華で完全に滅ぼされた。
後に原作にも登場し、幼い頃の炎姉弟が針の塔で脱出したシーンで、生き残った民の1人として描かれた。
プリム
アニメオリジナルキャラクター。丸い身体に翼を持つ緑色の小型生物。浄化の術を使用することができ、その効果は爆以上。
元は針の塔にいたが、天の命を受けて、爆一行の許に赴き、セーブンでピンクがさらわれたことを爆たちに教え、次のエイトンで仲間に加わった。
ピンクに、プリティーシュガーハニードリームという名を与えられたが、爆の案で名前を縮め、プリムと呼ばれるようになる。
その正体は、斬同様に天の分身体であり、天の心を宿した状態で爆一行に加わった。
爆の父（アニメ版）
アニメ版における爆の父親。ツェルーのGCだったが、ツェルーの異変により氷漬けになってしまう。まだ幼かった頃の爆も一緒に氷漬けになってしまったが、父は最後の力を振り絞って、爆をファスタにテレポートさせた。斬が一度は倒されたことで復活を果たす。

## 世界観
ファスタ (1)
12世界で最もトラブルモンスターの少ない国。
セカン (2)
治安がいい国（ピンク談）で、「脳味噌が溶けそう」とまで言われる悪趣味なお菓子の家がある。
サー (3)
中国の秘境を思わせる国。竹の子型の山や竹やぶが多い。カイの修行するフンベツ山がある。
フォス (4)
中世のヨーロッパを思わせる国。GCは家督制。
ゴイ (5)
砂漠の多い国。「すられる奴が悪い」とされているが、恩は忘れない義理堅さも有する。
ロック (6)
音楽好きで、とても賑やかな国。あまりの騒がしさに、針の塔の怒りを買い、夜はナイナイの世界で人魂に化す呪いを受けてしまう。
セーブン (7)
和風の国。牢屋も木製なのでGCなら簡単に抜けられる。
エイトン (8)
海洋都市の国。賭博も盛ん。
ナイナイ (9)
ロックと共に呪いをかけられたことで、夜のロックと化した国。住人は全て人魂であり、GCだけが人間の姿である。
テンパ (10)
12世界一危険な国。身体能力がずば抜けた鳥人でなければ、GCが勤まらないほどである。森が多い。
イレブス (11)
針の塔から直接科学を授かった国。アニメ版では、ジャンヌの独裁により、レジスタンスとの戦いに発展していた。
ツェルー (12)
心象風景が映し出される国。実際には氷しかなく、氷の下には、炎姉弟たちの失われた国が埋まっている。アニメ版では、ツェルブワールド到着後も町はあったが、斬の手で氷の下に埋められてしまった。
0の世界 (0)
針の塔にある世界で時間が止まっている。炎曰く「子供でも大人でもなくなる世界」。ツェルー同様に心情風景を映し出す為、シルバはGSウォッチなしでも全盛期の姿に戻れた。

## 用語
ツェルブワールド
本作の舞台で時計の形をした12の世界で構成されている。炎が針の塔を強制発進させようとしたために滅びかけるが、天が針の塔の代わりに大樹と化したことで救われた。
GC
グレートチャイルドの略。トラブルモンスターの討伐のため、各国に1人ずつ未成年の者が任命される。
一般にトラブルモンスターは針の塔に近い、つまり大きい数字の世界ほど強くなっているため、GCについても基本的には大きい数字の世界のものほど強いとされる。カイ曰く「1から5までのGCの強さは大差ないが、6以降は別格」。
原作では炎が零式兵を完成させるための道具であったが、アニメ版ではジバク王が目覚めの毒である斬とトラブルモンスターに対抗するために作り出したことになっている。
GS
グレートソルジャーの略。GCから能力の優れた者が試験を受け、合格すればGSになれる。
TK
トラブルキッズの略。憧れの的であるGCが罪を犯すと指名手配となりTKになる。万引きや食い逃げでもTKになってしまう。
聖霊
GCの証の1つである丸い生命体。野球ボールのような大きさで体色は桃色。両手を広げると爆発を起こす。原作では、炎が作り出した人工生命体、アニメ版では、ツェルブワールドにトラブルモンスターが現れた頃、星が生み出した命の結晶とされている。
針の塔
ツェルブワールドの中心にある巨大な塔。GSの本拠地でもある。その正体は、炎姉弟が乗ってきた宇宙船。全てが終わった後、炎と現郎を乗せて、宇宙に旅立った。
不燃物島
針の塔の残骸で出来た島。GS試験の会場でもある番人モンスターのウロボロスが生息している。アニメ版では、ウロボロスは未登場であり、代わりに、斬に操られたドラゴン型モンスターが登場。
夢の最果て
アニメ版のみ登場。針の塔内の異次元空間。この場所で夢を捨てた者は、ナレノハテと化してしまう。脱出するには、夢の鍵を使うしかないが、脱出できるのは発動者のみ。
ナレノハテ
GS試験に失敗した元GC。意思は無く、本能のみで動いている。稀にGS試験に失敗しても、ナレノハテにならずに済む元GCもいるが、他のナレノハテと同様、永久に不燃物島をさまよい続ける。アニメ版では、GS試験の失敗者ではなく、夢の最果てにおいて、夢を失って敗れ去った者たちが変貌した存在になっている。
トラブルモンスター
悪素が溜まった動物や植物が怪物となったもの。
ランクが分けられており、作中では一般的なものとしてCランクの例があるほか、特に強いものとしてS（スペシャル）および最大級のG（グレート）が存在する。
ドライブモンスター
GCが移動するために使うモンスター。基本的に悪意のない友好的な動物であり、トラブルモンスターとは関連はない。
作中では、爆の「チッキー」、ピンクの猫型モンスター（名称不明、アニメでは「にゃふ〜ん」）、アリババの「キャメリッチ」、乱丸の「ジライヤ」などが登場している。
鳥人（ちょうじん）
人間に0の木の悪素が溜まり突然生まれた変異種。短命であるため、物語開始時点において既に絶滅寸前になっている。
0の樹
針の塔内の大樹。トラブルモンスターの根源であり、トラブルモンスターを作るための0の実を生み出す。最終的には改心したチャラの手で消滅させられた。アニメ版では未登場で、目覚めの毒に変更された。
目覚めの毒
アニメ版のみ登場。原作における0の実の代わりであり、斬そのもの。
零式兵
炎が惑星征服用に造り出したロボット兵。機体毎に歴代GCのデータが組み込まれている為、そのGCの能力を使用できる。全GCとの戦いにおいて、初めて実戦投入されたが、心を持つGCたちに破壊された。原作のみの登場。

## サブタイトル一覧
1. “グレートチャイルド”爆、登場の巻!!!
2. “セカン”のGC ピンクの巻!!!
3. “壷の妖精ちゃん”の巻!!!
4. “サー”のGC カイ見参の巻!!!
5. 出発!!!“3つの世界・サー”の巻!!!
6. 極めろ!オレの“技”!!! の巻
7. 見習い“GC”! ダルタニアン!!! の巻
8. 砂漠の女盗賊! の巻
9. アリババとの約束! の巻
10. “セカン”のオババ登場!!! の巻
11. 3つの問題!!! の巻
12. 針の塔からの刺客! の巻
13. “GC”になった少女! の巻
14. “針の塔の呪い”! の巻
15. “太陽と音楽”! の巻
16. “暗闇と静寂”! の巻
17. 仁の国！セーブン!! の巻
18. 夢の不燃物島!の巻
19. “ウロボロスの口”の巻
20. “ギャンブル世界・エイトン”の巻
21. “究極！これがオレのレアカード”の巻
22. “翼ある者”の巻
23. “鋼鉄の烈女”の巻
24. 眠りの世界! 現郎登場!! の巻
25. “強さの約束!”の巻
26. “失われた翼”! の巻
27. “夢の幕開け”の巻
28. “夢に向かって生きろ!”の巻

## 所収
コミックス全6巻のほか、4コマアンソロジーが1冊出ている（ただし、アンソロジーはアニメの設定を中心に描かれている）。なお、原作の最終話は、雑誌掲載分と単行本収録分とで異なっている。

## テレビアニメ
1999年10月5日から2000年3月28日までテレビ東京系列 (TXN) で放送された。全26話。
漫画版とは一部の展開が異なり、ロック編以降は原作が連載中だったこともあり、黒幕も含めて漫画版とは違う内容となっている。

### 声の出演
- 爆 - 石田彰
- ピンク - 川上とも子
- カイ - 神谷浩史
- 炎 - 松本保典
- ダルタニアン - 鶴野恭子
- アリババ - 浅川悠
- デッド - 緒方恵美
- ライブ - 平松晶子
- 乱丸 - 鈴村健一
- ルーシー - 野田順子
- ハヤテ - 辻谷耕史
- ジャンヌ - 渡辺美佐
- アッシュ - 石川大介
- ボイル - 林延年
- 斬 - 森川智之
- 雹 - 森久保祥太郎
- ジバク王 - 佐藤正治
- 激 - 石川英郎
- にゃふ〜ん - ゆきじ
- チッキー - 上田恭司
- プリム/眠り姫 - 菊地祥子
- シルバ（少女時代） - 高山みなみ

### スタッフ
- 原作 - 柴田亜美
- 監督 - 鈴木行
- シリーズ構成 - 冨岡淳広
- キャラクターデザイン - 島袋美由紀
- 美術監督 - 中原英統
- 色彩設計 - 赤間三佐子、渡辺亜紀
- 撮影監督 - 鳥越一志
- 編集 - 布施由美子
- 音楽 - 沢田完、渡部チェル
- 音響監督 - 藤野貞義
- 音楽プロデューサー - 山森篤
- エグゼクティブ・プロデューサー - 永田浩一、柳沢隆行
- プロデューサー - 田畑美智子、中村直樹
- アニメーション制作プロデューサー - 菅野和人
- 制作協力 - スタジオ・ザイン
- アニメーション制作 - トランス・アーツ
- 製作 - テレビ東京、テレビ東京メディアネット

### 主題歌
オープニングテーマ「誰も知らない地図で」
歌・作詞 - 松澤由美 / 作曲・編曲 - 朝本浩文
エンディングテーマ
「LAST TEARS」（第1話 - 第13話）
作詞 - 永野椎菜 / 作曲 - 高山みなみ / 歌・編曲 - TWO-MIX
「37℃ 〜微熱戦記〜」（第14話 - 第26話）
作詞・編曲 - 永野椎菜 / 作曲 - 高山みなみ / 歌 - M-TWO

### 各話リスト
| 話数 | サブタイトル                  | 脚本       | 絵コンテ     | 演出         | 作画監督                                    | 放送日         |
| ---- | ----------------------------- | ---------- | ------------ | ------------ | ------------------------------------------- | -------------- |
| 1    | 夢制覇・オレの名は爆!         | 冨岡淳広   | 鈴木行       | 畠山茂樹     | 祝浩司                                      | 1999年 10月5日 |
| 2    | 夢見るGC・ピンク!             | 高橋ナツコ | 開木菜織     | 則座誠       | 宮田奈保美                                  | 10月12日       |
| 3    | 妖精が見る夢は?               | 長田敏靖   | 原博         | 宮田亮       | 今泉賢一                                    | 10月19日       |
| 4    | 夢の翼・ドライブモンスター    | 永井努     | 横田和       | 横田和       | 佐藤多恵子                                  | 10月26日       |
| 5    | 夢追い人・GCカイ!             | 三浦浩児   | 藤本義孝     | 布施木一喜   | 畑良子                                      | 11月2日        |
| 6    | 夢の証・GCの誇り!             | 水出弘一   | 山田勝久     | 柳瀬雄之     | 本田蕪里                                    | 11月9日        |
| 7    | 夢を極めろ・オレの技!         | 冨岡淳広   | 畠山茂樹     | 畠山茂樹     | 祝浩司                                      | 11月16日       |
| 8    | 父の夢こえて! GCダルタニアン! | 吉村清子   | 日下部光雄   | 日下部光雄   | 佐藤多恵子                                  | 11月23日       |
| 9    | 炎にとどけ! 夢のかけ橋        | 三浦浩児   | 山田勝久     | しのゆきひろ | 薄谷栄之                                    | 11月30日       |
| 10   | 夢を盗め・GCアリババ!         | 高橋ナツコ | 井硲清高     | 御厨恭輔     | 宮田奈保美                                  | 12月7日        |
| 11   | 悲恋・モンスターの夢          | 冨岡淳広   | 布施木一喜   | 布施木一喜   | 杉本道明                                    | 12月14日       |
| 12   | 精霊の夢・ミルの夢            | 吉村清子   | 吉永尚之     | 日下部光雄   | 佐藤多恵子                                  | 12月21日       |
| 13   | GS雹・夢を断つ!               | 水出弘一   | 横田和       | 横田和       | 薄谷栄之                                    | 12月28日       |
| 14   | 夢つづれおり・少女シルバ      | 長田敏靖   | 井硲清高     | 土屋浩幸     | 本田蕪里 佐藤多恵子                         | 2000年 1月4日  |
| 15   | 悪しき夢・その名は斬!         | 冨岡淳広   | 山田勝久     | 高島大輔     | 祝浩司                                      | 1月11日        |
| 16   | GCライブ・夢に歌う!           | 三浦浩児   | 井硲清高     | 御厨恭輔     | 柳瀬雄之                                    | 1月18日        |
| 17   | 夢からさめて・GCデッド!       | 長田敏靖   | 横田和       | 横田和       | 及川博史                                    | 1月25日        |
| 18   | GC乱丸・夢に走る!             | 高橋ナツコ | 白旗伸朗     | 日下部光雄   | 佐藤多恵子                                  | 2月1日         |
| 19   | 敵は海賊・GCルーシー!         | 吉村清子   | 吉永尚之     | 高島大輔     | 薄谷栄之                                    | 2月8日         |
| 20   | 夢に翔ぶ・GCハヤテ!           | 吉村清子   | 杉島邦久     | 成田歳法     | 塩川貴史                                    | 2月15日        |
| 21   | 凍りついた夢・GCジャンヌ!     | 高橋ナツコ | 山田勝久     | 布施木一喜   | 杉本道明                                    | 2月22日        |
| 22   | 夢の不燃物島と激!             | 吉村清子   | 吉永尚之     | 日下部光雄   | 佐藤多恵子                                  | 2月29日        |
| 23   | 夢のかたりべ・ジバク王!       | 冨岡淳広   | 井硲清高     | 高島大輔     | 及川博史                                    | 3月7日         |
| 24   | 堕天使雹・夢を惑わす!         | 吉村清子   | しのゆきひろ | しのゆきひろ | 薄谷栄之                                    | 3月14日        |
| 25   | 炎を撃て! 夢に叫ぶ            | 高橋ナツコ | 鈴木行       | 笠井賢一     | 祝浩司                                      | 3月21日        |
| 26   | 夢・それは始まり              | 冨岡淳広   | 鈴木行       | 高島大輔     | 島袋美由紀、佐藤多恵子 及川博史、布施木一喜 | 3月28日        |

### 関連商品
VHS
現在は廃盤となっている。
- ジバクくん①（1999年12月23日、品番：NEVA-10001） - 収録作品：？？？
- ジバクくん②（2000年1月28日、品番：NEVA-10002） - 収録作品：？？？
- ジバクくん③（2000年2月25日、品番：NEVA-10003） - 収録作品：？？？
- ジバクくん④（2000年3月24日、品番：NEVA-10004） - 収録作品：？？？
- ジバクくん⑤（2000年4月26日、品番：NEVA-10005） - 収録作品：？？？
- ジバクくん⑥（2000年5月24日、品番：NEVA-10006） - 収録作品：？？？
- ジバクくん⑦（2000年6月21日、品番：NEVA-10007） - 収録作品：？？？

DVD
現在は廃盤となっている。
- ジバクくん①（1999年12月23日、品番：NEVA-10001） - 収録作品：？？？
- ジバクくん②（2000年1月28日、品番：NEVA-10002） - 収録作品：？？？
- ジバクくん③（2000年2月25日、品番：NEVA-10003） - 収録作品：？？？
- ジバクくん④（2000年3月24日、品番：NEVA-10004） - 収録作品：？？？
- ジバクくん⑤（2000年4月26日、品番：NEVA-10005） - 収録作品：？？？
- ジバクくん⑥（2000年5月24日、品番：NEVA-10006） - 収録作品：？？？
- ジバクくん⑦（2000年6月21日、品番：NEVA-10007） - 収録作品：？？？

Blu-ray
2021年現在、リリースされていない。
| テレビ東京系列 火曜18:30枠                                  | テレビ東京系列 火曜18:30枠                   | テレビ東京系列 火曜18:30枠                       |
| 前番組                                                      | 番組名                                       | 次番組                                           |
| ----------------------------------------------------------- | -------------------------------------------- | ------------------------------------------------ |
| スーパードール★リカちゃん （1998年10月6日 - 1999年9月28日） | ジバクくん （1999年10月5日 - 2000年3月28日） | 幻想魔伝 最遊記 （2000年4月4日 - 2001年3月27日） |